# Mas Bover (Constantí)
El Mas Bover és una obra eclèctica de Constantí (Tarragonès) protegida com a Bé Cultural d'Interès Local.

## Descripció
El mas Bover i les dependències que l'integren són closes dins d'una alta paret. En general,es pot dir que és un edifici senyorial que fou probablement bastit a finals del segle xviii i inicis del XIX. Actualment el mas està ocupat per l'Escola de capacitació agrària Mas Bové I l'IRTA i l'estat de conservació és força bo. L'edifici consta de planta baixa i pis més galeria correguda i al costat té una torratxa. La façana és de maó i està arrebossada amb calç blanca i les formes geomètriques estan pintades de color ocre. A les golfes presenta una galeria correguda amb pilastres prismàtiques. Ha sofert moltes ampliacions, l'ala dreta de la façana conserva el primitiu edifici de les cavalleries.